# Parmaturus albimarginatus
Parmaturus albimarginatus és una espècie de peix de la família dels esciliorrínids i de l'ordre dels carcariniformes.

## Morfologia
- Els mascles poden assolir 57,7 cm de longitud total.[5]

## Hàbitat
És un peix marí que viu entre 590-732 m de fondària.

## Distribució geogràfica
Es troba a Nova Caledònia.